# Caridina spinipoda
Caridina spinipoda е вид десетоного от семейство Atyidae.

## Разпространение и местообитание
Видът е разпространен в Китай (Съчуан).
Обитава сладководни басейни и потоци.